# 舒克拉潘塔國家公園
28°50′N 80°14′E / 28.84°N 80.23°E

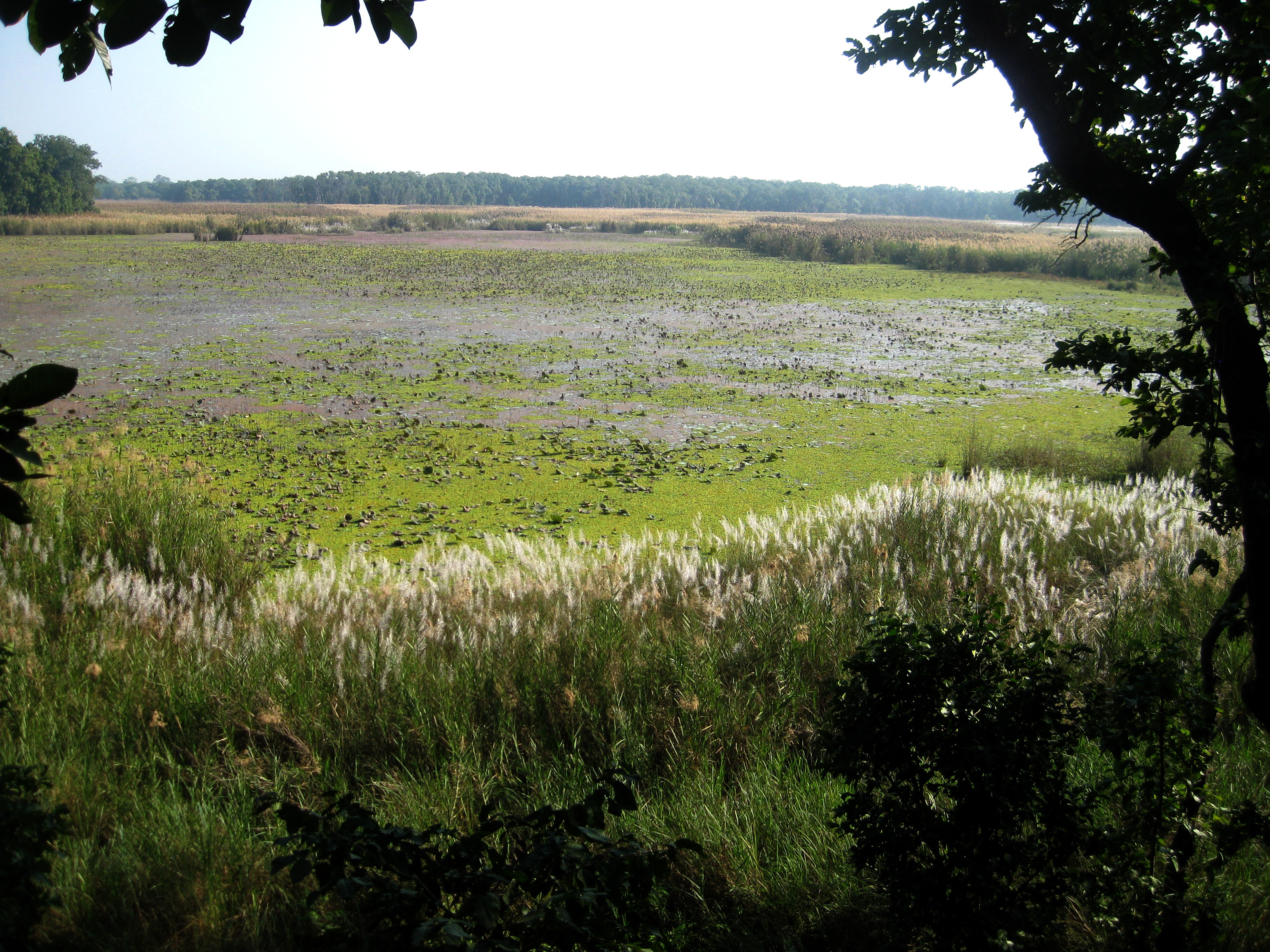

舒克拉潘塔國家公園是尼泊爾的國家公園，位於該國西部遠西省，成立於2017年，面積305平方公里，每年平均降雨量1,579毫米，有沼澤鱷、印度蟒、孟加拉巨蜥、印度眼鏡蛇、青環蛇、滑鼠蛇等野生動物棲息。